# Sankt Johann in Tirol
Sankt Johann in Tirol település Ausztriában, Tirolban a Kitzbüheli járásban található. Területe 59,15 km², lakosainak száma 8 889 fő, népsűrűsége pedig 150 fő/km² (2014. január 1-jén). A település 659 méteres tengerszint feletti magasságban helyezkedik el.

## Közlekedés
A településen halad keresztül a Salzburg–Tirol-vasútvonal.

## Ismert szülöttjei
- Margarete Schramböck (1970) politikus, 2017-től gazdasági miniszter

## Fordítás
- Ez a szócikk részben vagy egészben  a   St. Johann in Tirol című angol Wikipédia-szócikk ezen változatának fordításán alapul.  Az eredeti cikk szerkesztőit annak laptörténete sorolja fel. Ez a jelzés csupán a megfogalmazás eredetét és a szerzői jogokat jelzi, nem szolgál a cikkben szereplő információk forrásmegjelöléseként.